# Оленівка (Бердянський район)
Оле́нівка —  село в Україні, у Бердянському районі Запорізької області. Населення становить 127 осіб. Орган місцевого самоврядування - Долинська сільська рада.

## Географія
Село Оленівка знаходиться на лівому березі річки Чокрак в місці її впадіння в річку Обитічна, вище за течією на відстані 1 км розташоване село Долинське, на протилежному березі річки Обитічна - село Шевченкове.

## Населення

### Мова
Розподіл населення за рідною мовою за даними перепису 2001 року:
| Мова       | Кількість | Відсоток |
| ---------- | --------- | -------- |
| українська | 93        | 73.23%   |
| російська  | 24        | 18.89%   |
| вірменська | 8         | 6.30%    |
| болгарська | 1         | 0.79%    |
| білоруська | 1         | 0.79%    |
| Усього     | 127       | 100%     |

## Історія
- 1813 - дата заснування як села Розенфельд.
- В 1918 році перейменували в село Оленівка.